# 루이스 마리우 미란다 다 시우바
루이스 마리우 미란다 다 실바(영어: Luís Mário Miranda da Silva, 1976년 11월 1일 ~ )는 브라질 출신의 축구 선수이다. K리그에서 등록명은 마리우를 사용하였으며 공격형 미드필더로 활약하였다.

## 클럽 경력
안양 LG 치타스(현 FC 서울)에 2003년 여름 이적시장 때 입단하여 2003 시즌 한 시즌 동안 시즌 통산 20경기 4득점-8도움 (정규리그 20경기 4득점-8도움)의 기록을 남겼다.